# Club Voleibol Almería
El Club Voleibol Almería, más conocido como Unicaja Almería o Unicaja Costa de Almería por motivos de patrocinio, es un club de voleibol con sede en Almería, España. Fue fundado en el año 1986 por un grupo de estudiantes —entre los que se encontraba Moisés Ruiz, antiguo entrenador del club— bajo el nombre de Club Voleibol Estudiantes.
Con la desaparición de varios clubes en el panorama nacional, es actualmente el equipo más antiguo y laureado del voleibol masculino español con veintisiete títulos. Entre ellos destacan 12 Superligas, 11 Copas del Rey y 7 Supercopas, lo que le sitúan como el equipo español más laureado. Encabeza el palmarés histórico en la Superliga y la Supercopa, y lo completa con siete títulos de la Copa de Andalucía. Sin embargo, las dificultades económicas le han impedido seguir participando en competiciones europeas donde lo había hecho de manera destacada en 1991 y 2012.
Actualmente disputa sus encuentros en el Pabellón Moisés Ruiz, —creador del club y máximo artífice bajo su dirección técnica en el ascenso a la primera división del voleibol español en 1989—, quien da nombre al mismo y que cuenta con una capacidad de casi 1500 espectadores.

## Historia
Los inicios y ascenso a la máxima categoría
El Club Voleibol Unicaja Almería nace en 1986, gracias a las inquietudes del desaparecido Moisés Ruiz que junto con un grupo de jóvenes fundan el CV Estudiantes, donde había nombres que luego pasarían a la historia ya que, gracias a ellos, se consiguió a finales de 1989 el ascenso a la máxima categoría nacional al superar en la fase de ascenso que se celebró en Almería a equipos como Mentor Xativa, Complutense de Valladolid o Noshaga. Jugadores como Manuel Berenguel, ‘Kiko’ González, José Jesús Torrecillas, Fermín Giménez, Leandro Becerra, Juan José Cano, Pablo González, Manuel Cortés, Francis Fernández, Antonio Orta, José Rocafull, Javier Yuste y los dos únicos ‘extranjeros’ de aquel equipo ya que no eran nacidos en Almería, ‘Dudu’ Fernández y Guillermo López de Alda, hicieron posible esta gesta que desde entonces se mantiene y que en este curso 15-16 ha celebrado los 26 años, más de un cuarto de siglo, al máximo nivel del voleibol español.
El ascenso sacó el deporte del voleibol a las calles almerienses y durante muchos meses, cualquier plaza o calle se transformaba en una improvisada cancha para practicarlo: bastaban dos farolas o árboles como postes para enganchar una banda que sirviera de red.
Por esas fechas, el equipo ya formaba parte del Club Cajalmería, donde existían otras secciones como el baloncesto o balonmano que también luchaban por estar presentes en sus respectivas máximas categorías aunque finalmente no lo lograsen. De la mano de Moisés Ruiz, de esta manera, se debutó en la máxima categoría en 1989 con una plantilla que mantuvo su bloque e hizo algunas incorporaciones como el canario Felipe Medina, el búlgaro Vanyo Arshinkov y el austríaco Oliver Stamm, pero pese a ello solo se consiguió una victoria en la fase regular ante el Cajasoria de Félix Monreal, Javi García, Justo Rodríguez, Todorov o Sokolov. El equipo se reforzó con el búlgaro Sasha Dimov y aunque no se mejoró el nivel de la plantilla, se mantuvo la categoría gracias a que se amplió el número de equipos
Años 90: salto de calidad y primer título
En la segunda temporada al máximo nivel se quiso hacer algo diferente y el equipo almeriense experimentó un cambio importante en la clasificación: ya no jugaría por la permanencia sino que aspiraba a otros logros y el 1991 se consiguió y por primera vez, participar en la Copa del Rey, competición en la que no ha faltado desde entonces y en la que, en 1995, llevaría al club a la gloria al entrar a formar parte del grupo de equipos que hasta entonces la habían ganado, el conocido como ‘club de los cinco’ que hasta entonces solo estaba al alcance de Sanitas CV, Real Madrid, Son Amar y Guaguas Las Palmas.
Fue con el entrenador argentino Antonio Conti con el que se dio un salto importante en este deporte, pues los almerienses comenzaron a ser tomados en consideración y no bajaban en la clasificación de los cuatro mejores equipos de España: el argentino ‘regó la semilla’ plantada por Moisés Ruiz y empezaron a llegar jugadores como Cosme Prenafeta, Jesús Sánchez Jover o Joaquín Parrado que luego pasarían a formar parte de la historia del club al hacerlo, a partir de 1997, el gran dominador de la competición nacional. Volviendo a 1991, el equipo ya era Unicaja Almería al fusionarse las cajas de ahorros y empezó a especializarse al contar con jugadores como el chino Yu Yiqing, Rafa Pascual, Ernesto Rodríguez, Pascual Saurín, Jorge Elgueta, José Matheus o Juanjo Salvador, que junto con Carlos Carreño, son los dos únicos jugadores del voleibol almeriense que han estado en unos Juegos Olímpicos.
En la temporada 1992-93, llegó de la mano de Conti otro técnico importante en la historia del club, el argentino Axel Mondi, que en la 93-94 empezó la construcción de un equipo que ya forma parte de la historia del voleibol almeriense y nacional, pues en 1995 el Pabellón Municipal de Deportes de El Ejido fue testigo de la primera Copa del Rey del club al ganar por 3-0 al Guaguas Las Palmas de Golec, Camarero, Costa y Falasca. Rafa Pascual, que acababa de jugar la liga italiana, fue un inestimable refuerzo que se unió a Prenafeta, Lazarov, Juanjo Salvador, Pascual Saurín y Jesús Sánchez Jover en el sexteto inicial y en una plantilla que se completaba con los hermanos José Antonio y Fernando Martínez, Manuel Berenguel, Manuel Carrasco, Geni da Silva y Carlos Carreño.
A partir de ahí comienza a construirse la historia del equipo almeriense en Europa, que hasta la fecha y desde la temporada 1991-92 siempre había cumplido y avanzaba todos los años hasta conseguir, en la 94-95, quedarse a las puertas de los cuartos de final cuando venció al Murska Subota (Eslovenia), Bertange (Luxemburgo) y Arçelik (Turquía), antes de perder ante el potente equipo ruso del Automovilist de San Petersburgo.
En la temporada 1995-96 se ganó la Supercopa de España ante Cajaduero y se consiguió entrar en la Final Four de la Recopa como primero de grupo tras superar al Alcom Capelle (Holanda), París Saint Germain (Francia), Cluj Napoca (Rumanía), Komunalnik Grodno (Bielorrusia), OK Maribor (Eslovenia), MTV Nafels (Suiza) y Hapoel Mate Aser (Israel): en semifinales cayó ante el Bayer Wuppertal (Alemania) y en el tercer y cuarto puesto ante el Alcom Capelle. En esta temporada llegó el venezolano José Matheus, jugador que contribuiría a que los almerienses consiguieran el triunfo en muchas competiciones.
Primera Superliga y subcampeones de la CEV Champions League
En la temporada 1996-97, Unicaja Almería consigue su primera liga con Axel Mondi al mando del equipo en el que seguía el opuesto Matheus y en el que Ernesto Rodríguez y Jorge Elgueta también destacaron para llevar al club a la gloria. Cada vez se iba siendo más grande en España y Europa y en la 97-98 consiguió su consagración y algo que no había conseguido nadie hasta la época: fue un año inolvidable, pues a la consecución de la liga y Copa del Rey se le unió el subcampeonato de Europa en la Liga de Campeones, coronándose como el campeón de los terrestres. Unicaja tuvo una fase previa difícil en la que tuvo que disputar siete partidos y llegó a la final tras ganar en semifinales al Mladost Zagreb (3-2), aunque en ella perdió con el Casa Modena italiano de Giani, Cantagalli, Vullo, Cuminetti, Van de Goor y Mitkov. Por parte del equipo almeriense, en el sexteto inicial militaban Prenafeta, Ernesto Rodríguez, Carreño, Matheus, Elgueta y Grazietti.
En la 98-99 los almerienses volvieron a conseguir otra Copa del Rey y en los primeros años del siglo XXI el club siguió su avance total. Fernando Muñoz llegó al banquillo en 1999 y con él se consiguieron cuatro Superligas y dos Copas del Rey, además de un tercer puesto en la Top Teams Cup. Por si esto fuera poco, en la temporada 2002-03 la selección española fue más blanquiverde que nunca pues a los Prenafeta, Carreño y Luis Pedro Suela que ya estaban, se les unieron José Antonio Casilla, Pedro Cabrera y Juanjo Salvador, en lo que fue el retorno a la liga española del jugador más internacional del vóley almeriense tras su experiencia en la denominada mejor liga del mundo, la italiana.
Dirigido por Fernando Muñoz, Unicaja gana en la temporada 2003-04 la Supercopa de España en Elche ante el J’Hayber Elche, y de nuevo dirigido por Axel Mondi se consiguió la Superliga. Respecto a Europa, se queda tercero en la fase de grupos al ser superado por el París Volley francés y el Roeselare belga, ganando solo al Estrella Roja serbio por un doble 3-2. En aquel tiempo estaban Juanjo Salvador, Nicolás Efrón, Gustavo Scholtis, Brett Youngberg, Pepe Casilla, Peter Veres, Juan Carlos Barcala, Ibán Pérez, Reinaldo Alves, Ross Ballard, Carlos Carreño, André França, Manuel Berenguel y Cosme Prenafeta.
Década del 2010

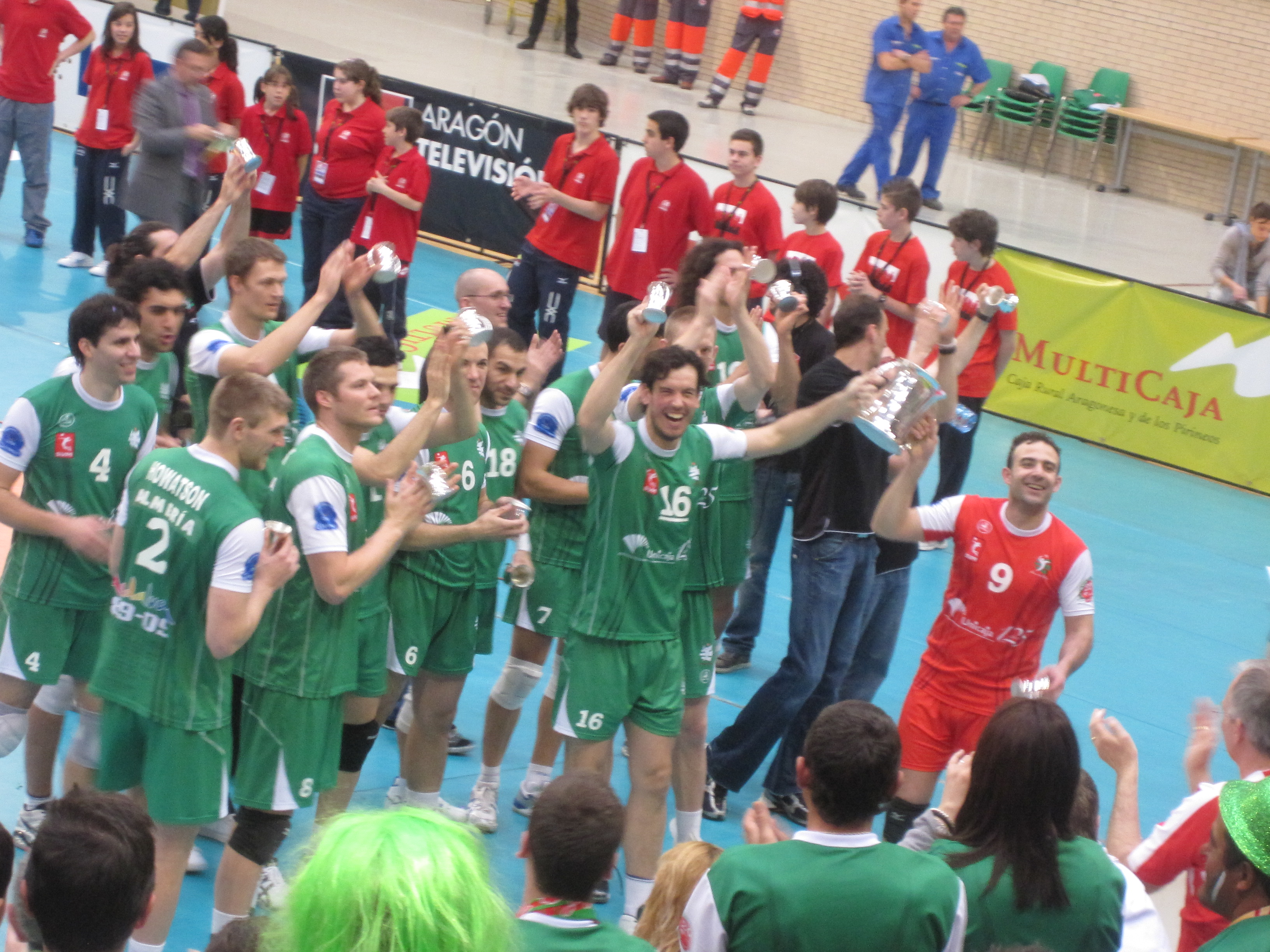
Club Voleibol Unicaja Almería en 2010.

Después de un proceso de remodelación del club, llevado a cabo para adaptarse a la gran crisis que vivía el voleibol español, el equipo bajo la denominación de Unicaja Almería, logra realizar el único triplete de la historia del voleibol nacional. En la temporada 2015/16 se proclamó campeón de la Supercopa de España, de la Copa del Rey y de la Superliga.
Después del triplete cosechado, el club almeriense vio como iba a perder cada uno de los títulos conseguidos el año anterior. En la Supercopa sufriría una remontada vertiginosa por parte del C.V. Teruel, mismo equipo que los eliminaría en las semifinales de la Copa del Rey. Por otra parte en la Superliga lograrían terminar como primeros en la fase regular, perdiendo solo un partido de todos los disputados. Algo que no se repetiría en los Play-Offs, donde tras ganar a Ushuaïa Ibiza Voley, no podría superar en ninguno de los tres partidos a Ca'n Ventura Palma, quienes se proclamarían vencedores.
La temporada 2017/18 tenía que ser la del resurgir de los almerienses, aunque como ya empezaba a ser habitual, tendría que ser fuera de Europa, ya que no disputarían competiciones continentales. El año transcurrió con el equipo entre los favoritos por todos los títulos, pero en todos ellos no pudieron finiquitarlo en las finales. El equipo no logra doblegar a un CV Teruel que estaba en su mejor momento. El año empieza con la marcha de Piero Molducci de los banquillos y la llegada del mítico exjugador Manolo Berenguel. El equipo pierde en su primer partido oficial en la Supercopa de España ante el C.V. Teruel, aunque consigue recuperarse en solo una semana y vencer a su rival en la competición pero esta vez en la Superliga. Esto fue solo el principio de una temporada donde el equipo alzaría la undécima Copa del Rey en Melilla al vencer en un partido muy bueno al equipo turolense. Algo que no pudieron conseguir otra vez en la final de los Play Offs de Superliga, donde perdieron con claridad en un global de 3-0.
El regreso a Europa
Tras una temporada donde se volvió a conseguir un título nacional, el vigésimo noveno de la historia del club, el equipo empieza a buscar financiación para aceptar la plaza de competición europea. Tras siete temporadas sin salir de territorio nacional el apoyo institucional y empresarial hizo que el equipo pudiera inscribirse en la Challenge Cup. Junto a este regreso y la renovación de Manuel Berenguel como entrenador, el equipo adoptó el nombre de Unicaja Costa de Almería por motivos de patrocinio, siendo el único equipo masculino español en participar en estas cometiciones durante esta temporada.
La primera parte fue muy bien para el equipo de Manolo Berenguel que pugnaba por los puestos de arriba en la competición doméstica y que dada la rivalidad por ser cabeza de serie en la Copa del Rey 2020, todo se iba a decidir en la undécima jornada. Todo ello después de conseguir el pase a los octavos de final de la Challenge Cup tras vencer al UCV Graz de la liga austriaca en la ida en el Moisés Ruiz con un claro 3-0, aunque confirmando el pase con la victoria en el Raiffeisen Sportpark por 2-3. En la siguiente fase, esos octavos de final, el club consiguió sacar una victoria en la muerte súbita ante el Saaremaa VK con una brillante actuación de Pablo Koukartsev que fue escogido como el mejor jugador del partido gracias a sus 28 puntos. Una suerte que no consiguieron mantener en el partido de vuelta en el Moisés Ruiz, donde cayeron derrotados por los belgas con un marcador de 1-3 y quedando eliminados de la competición.
Tras la eliminación del equipo ahorrador, llegaba la Copa del Rey, competición para la que se habían clasificado sin excesiva complicación. Iniciaron su participación en un trepidante partido de semifinales ante un Ushuaïa Ibiza Voley que se defendió con uñas y dientes dejando al equipo de Manolo Berenguel al límite. Una situación que ya no pudieron remediar cuando en la final el Club Voleibol Teruel se alzó con el título en una de las finales más igualadas que se recuerdan en esa década, con un balón final para un resultado de 13-15 en la muerte súbita.
Aunque nadie se lo esperaría, la competición tuvo que cancelarse debido a la Pandemia del COVID-19 que estaba afectando a todo el mundo. Fue una de las primeras competiciones semiprofesionales en suspenderse y se decidió no determinar ningún campeón, ni ascensos, ni descensos, únicamente la vuelta al formato de catorce equipos. Una decisión que dejó a Unicaja Costa de Almería como primer clasificado con derecho a jugar la Supercopa de España.
La nueva normalidad
Con la retirada paulatina de las restricciones impuestas por el Gobierno de España, el equipo pudo empezar a vislumbrar un futuro para la entidad. La primera decisión vino en forma de renuncia a la competición europea y el fin de 18 años de mandato de Ramón Sedeño<. En su lugar entró en la presidencia Antonio Rodríguez tras un proceso electoral que concluyó el 9 de septiembre de 2020.
Los primeros movimientos en el mercado de fichajes fueron ilusionantes con la incorporación de Alejandro Vigil, Miki Fornés, Esteban Villarreal y Javier Jiménez. Jugadores que apuntalaron la tercera temporada de Manolo Berenguel para el regreso a la competición que se dio en el Pabellón de Los Planos de Teruel, en la Supercopa de España ante el Club Voleibol Teruel. La puesta en escena no fue muy buena y acabaron perdiendo el título contra los turolenses, quienes se llevaban su novena Supercopa.
El 21 de junio de 2024, tras el periodo electoral y la decisión de no presentarse a la presidencia de Antonio Rodríguez Rodríguez, el candidato elegido como nuevo presidente del Club Voleibol Almería fue Alfredo Cortés Gallego, dando por iniciada una nueva etapa en el conjunto ahorrador.

## Organigrama deportivo

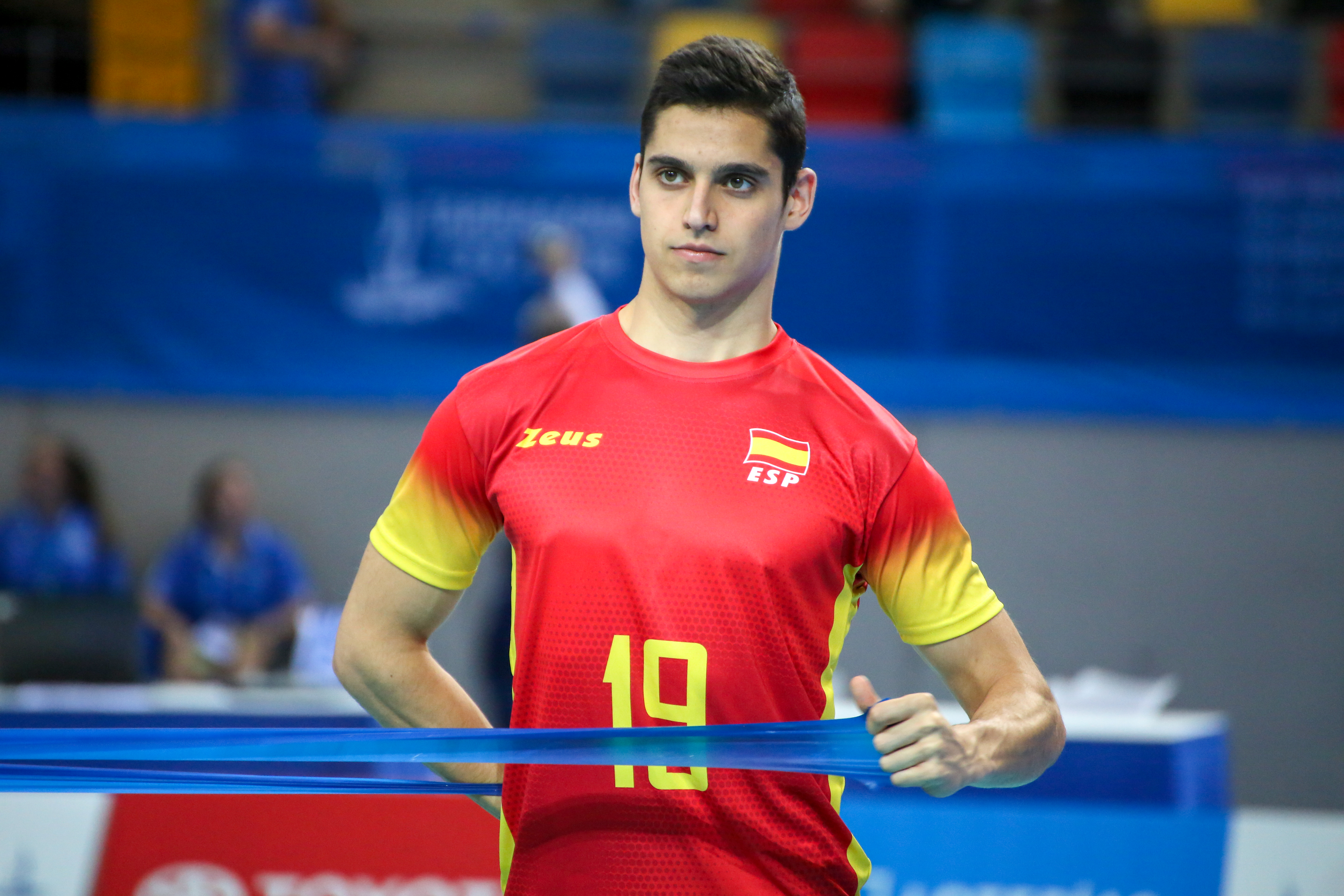
Ruben Lorente, jugador internacional del CV Almería

### Jugadores

#### Plantilla actual
| # | Nombre                 | F. Nacimiento           | Estatura | Origen    | Co | Re | Ce | Op | Li |
| --- | ---------------------- | ----------------------- | -------- | --------- | -- | -- | -- | -- | -- |
| 1 | Javier Monfort         | 30 de julio de 1990     | 1,93 m   | España    |    | x  |    |    |    |
| 4 | Manuel Parres          | 29 de marzo de 1984     | 2,00 m   | España    |    |    | x  |    |    |
| 5 | Ruben Lorente          | 2 de mayo de 1998       | 1,88 m   | España    | x  |    |    |    |    |
| 7 | Jorge Almansa          | 17 de abril de 1991     | 1,95 m   | España    |    | x  |    |    |    |
| 8 | José María Castellano  | 25 de enero de 1995     | 1,83 m   | España    |    |    |    | x  |    |
| 10 | Victor Viciana         | 2 de octubre de 1983    | 1,87 m   | España    | x  |    |    |    |    |
| 11 | Alejandro Fernández    | 17 de abril de 1983     | 1,83 m   | España    |    |    |    |    | x  |
| 12 | Antonio Casimiro Artés | 28 de diciembre de 1996 | 1,85 m   | España    |    |    |    |    | x  |
| 13 | Daniel Macarro         | 18 de noviembre de 1993 | 1,98 m   | España    |    |    | x  |    |    |
| 14 | Borja Ruiz             | 26 de julio de 1992     | 2.00 m   | España    |    |    | x  |    |    |
| 15 | Fran Iribarne          | 13 de julio de 1998     | 1,98 m   | España    |    | x  |    |    |    |
| 16 | Ronald Fayola          | 20 de junio de 1995     | 2,00 m   | Venezuela |    |    |    | x  |    |
| 17 | Fran Ruíz              | 7 de junio de 1991      | 1,78 m   | España    |    | x  |    |    |    |
| Entrenador: Carlos Carreño 2º Entrenador / Scout: Guillermo Carmona Fisioterapeuta: Jorge Soriano Prep. Físico: Enrique de Haro Doctor: José García |                        |                         |          |           |    |    |    |    |    |

### Entrenadores
Durante sus más de 35 años de historia, han pasado 13 entrenadores por el primer equipo. Este ha sido el orden:
| País         | Entrenador                 | Temporadas  |
| ------------ | -------------------------- | ----------- |
| España       | Moisés Ruiz                | 1986 - 1991 |
| Argentina    | Antonio Conti              | 1991 - 1994 |
| Argentina    | Axel Mondi                 | 1994 - 1998 |
| Bulgaria     | Stefan Sokolov             | 1998 - 1999 |
| España       | Fernando Muñoz             | 1999 - 2004 |
| Argentina    | Axel Mondi                 | 2004        |
| Italia       | Piero Molducci             | 2004 - 2005 |
| Países Bajos | Bert Goedkoop              | 2005 - 2006 |
| España       | José Maqueda               | 2006        |
| España       | Oscar Novillo              | 2006 - 2008 |
| Argentina    | Axel Mondi                 | 2008        |
| Brasil       | Carlos Alberto Castanheira | 2008        |
| España       | Carlos Carreño             | 2008 - 2010 |
| Argentina    | Axel Mondi                 | 2010 - 2012 |
| Italia       | Piero Molducci             | 2012 - 2018 |
| España       | Manuel Berenguel           | 2018 - 2023 |
| Argentina    | Axel Mondi                 | 2023 - 2023 |
| España       | Carlos Carreño             | 2023 - 2024 |
| España       | Pablo Ruiz                 | 2024 - Act. |

## Palmarés
El palmarés del Club Voleibol Almería comprende entre sus títulos oficiales doce Superligas, once Copas del Rey y siete Supercopas de España.

#### Títulos oficiales
Nota: en negrita competiciones vigentes en la actualidad.
| Competición nacional                    | Títulos | Subcampeonatos                                                                                               |
| --------------------------------------- | --- | --- |
| Superliga Masculina de Voleibol (12/12) | 1996-97, 1997-98, 1999-00, 2000-01, 2001-02, 2002-03, 2003-04, 2004-05, 2012-13, 2014-15, 2015-16 y 2021-22. (Récord) | 1992-93, 2006-07, 2007-08, 2008-09, 2009-10, 2010-11, 2011-12, 2013-14, 2016-17, 2017-18, 2018-19 y 2020-21. |
| Copa del Rey (11/11)                    | 1995, 1998, 1999, 2000, 2002, 2007, 2009, 2010, 2014, 2016 y 2019.                                                    | 1993, 1997, 2006, 2008, 2011, 2013, 2015, 2018, 2020, 2022 y 2024.                                           |
| Supercopa de España (7/12)              | 1995, 2002, 2003, 2006, 2010, 2011 y 2015.                                                                            | 2004, 2005, 2007, 2009, 2013, 2014, 2016, 2018, 2019, 2020, 2022 y 2024.                                     |

Nota: en negrita competiciones vigentes en la actualidad.
| Competición continental    | Títulos | Subcampeonatos |
| -------------------------- | ------- | -------------- |
| CEV Champions League (0/1) |         | 1997-98.       |

Competiciones europeas disputadas (veces disputadas):
- CEV Champions League (9): 1997-98, 1998-99, 2001-02, 2002-03, 2003-04, 2004-05, 2005-06, 2007-08 y 2009-10.
- Copa CEV (8): 1993-94, 1995-96, 1999-00, 2000-01, 2006-07, 2008-09, 2010-11 y 2011-12.
- Challenge Cup (7): 1991-92, 1992-93, 1994-95, 1996-97, 2006-07, 2011-12 y 2019-20.

#### Títulos amistosos
- Trofeo Internacional Ciudad de Sevilla: 1992.[13]
- Trofeo Ibérico de Huelva: 2005.[14]
- Copa Ciudad de Rosario: 2008.[15]
- Trofeo Ciudad de Dos Hermanas: 2013.[16]